# Пять пальцев (Австрия)
«Пять пальцев» — бесплатная смотровая площадка в Австрийских Альпах, расположенная на высоте 2100 метров, часто называемая «самой живописной смотровой площадкой Альп».
Получила своё название из-за специфической формы смотровых мостков, напоминающих в целом ладонь человека. Каждый из «пальцев» выступает на 4 метра над пропастью глубиной 400 метров.
Добраться от станции канатной дороги Krippenstein до смотровой площадки «Пять пальцев» можно пешком примерно за 20 минут.

## Особенности
Слева направо:
- на первом пальце установлена рамка, чтобы посетители могли делать фото на память;
- у второго пальца пол сделан из прозрачного стекла, чтобы посетители могли буквально «зависнуть над пропастью»;
- третий (центральный) палец короче остальных и закрыт для посещений — это символизирует неприступность и свободу гор;
- у четвёртого пальца в полу сделано отверстие, через которое можно наблюдать обрыв под собой;
- на пятом пальце установлен бесплатный телескоп.

Наблюдательная площадка подсвечивается вплоть до полуночи, из-за чего её видно издалека.